# Tectaria amesiana
Tectaria amesiana là một loài dương xỉ trong họ Tectariaceae. Loài này được A.A. Eaton mô tả khoa học đầu tiên năm 1906.